# 황미숙
황미숙(1961년 2월 20일~)은 대한민국의 전라북도 전주시에서 태어난 현대 무용가이다.

## 생애
- 황미숙은 1961년 2월 20일에 태어났다.
- 전라북도 전주시에서 태어났다.
- 현대무용가이다.